# Aadu Must

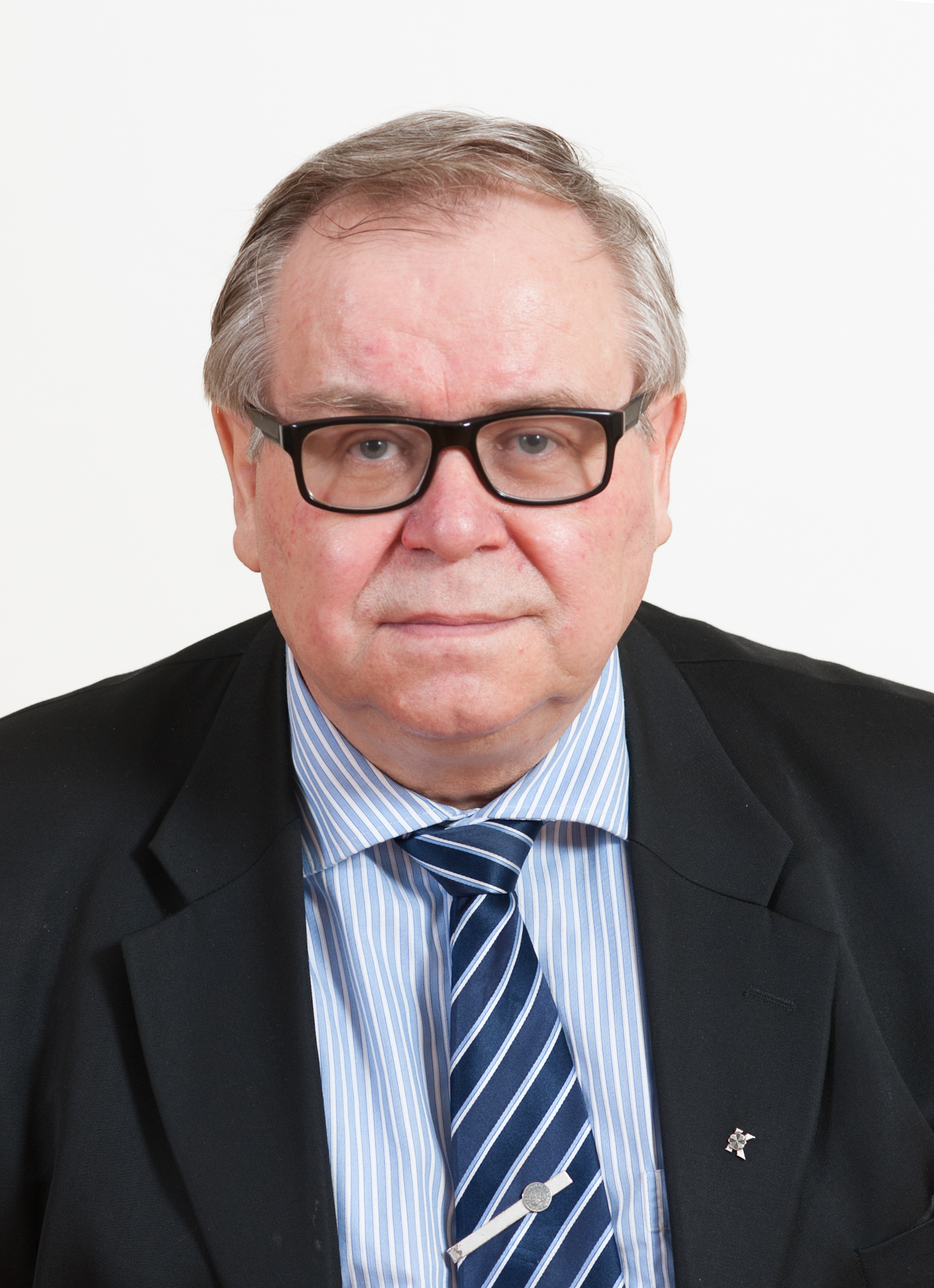
Aadu Must (2015)

Aadu Must (* 25. März 1951 in Pärnu; † 20. Juli 2023) war ein estnischer Historiker und Politiker und Mitglied des Riigikogu.

## Leben
Must besuchte bis 1969 die 7. Sekundarschule in Tartu. Danach studierte er Geschichte an der Universität Tartu und wurde 1985 promoviert. Seit 1976 lehrte er an der Universität Tartu, 1997 wurde er dort zum Professor für Archivierung berufen.
1996 trat Must der Estnischen Zentrumspartei (Eesti Keskerakond) bei. Er war Mitglied des Stadtrats von Tartu (1989–1991 sowie seit 1999 mit Unterbrechungen) und dabei zeitweise Stadtratsvorsitzender. Seit 2007 gehörte er dem estnischen Parlament Riigikogu an (11. bis 14. Wahlperiode). Seit 2020 war er Präsident der baltischen Versammlung.
Aadu Must war verheiratet und Vater von vier Töchtern. Die Politikerin und EU-Kommissarin Kadri Simson ist seine älteste Tochter.
Must starb im Juli 2023 im Alter von 72 Jahren.

## Auszeichnungen
- 2005: Orden des weißen Sterns (V. Klasse)
- 2005: Verdienstorden der Republik Polen (Ritter)
- 2008: Orden von Oranien-Nassau (Großoffizier)